# 무작위 행보
무작위 행보(無作爲行步, 영어: random walk 랜덤 워크[*]) 또는 취보(醉步, drunkard walking)는 수학, 컴퓨터 과학, 물리학 분야에서 임의 방향으로 향하는 연속적인 걸음을 나타내는 수학적 개념이다. 무작위 행보라는 개념은 1905년 칼 피어슨이 처음 소개하였으며, 생태학, 수학, 컴퓨터 과학, 물리학, 화학 등의 분야에서 광범위하게 사용되고 있다.
무작위 행보는 시간에 따른 편차의 평균이 0이지만 분산은 시간에 비례하여 증가하게 된다. 따라서, 앞뒤로 움직일 확률이 동일하다고 해도 시간이 흐름에 따라 평균에서 점차 벗어나는 경향을 보인다.
대표적인 예로는 브라운 운동이 있다.

## 정의
무작위 행보의 가장 단순한 형태는 다음과 같은 규칙에 의해 생성된 경로이다.
- 시작 점이 있다.
- 경로 상의 한 점에서 다음 점까지의 거리는 상수이다.
- 경로 상의 한 점에서 다음 점으로의 방향은 특정 선호 조건 없이 임의로 선택된다.

때문에, 무작위 행보는 아래의 예시와 같이 행적이 불규칙하다.

## 예

### 1차원 무작위 행보
1차원에서 무작위 행보는 다음의 식을 만족한다.
{\displaystyle E(S_{n})=\sum _{j=1}^{n}E(Z_{j})=0.}
{\displaystyle E(S_{n}^{2})=\sum _{j=1}^{n}E(Z_{j}^{2})=n.}
n 스텝 후 평균은 0을 유지하지만, 표준편차 {\displaystyle \sigma }는 {\displaystyle {\sqrt {n}}}에 비례하게 된다.

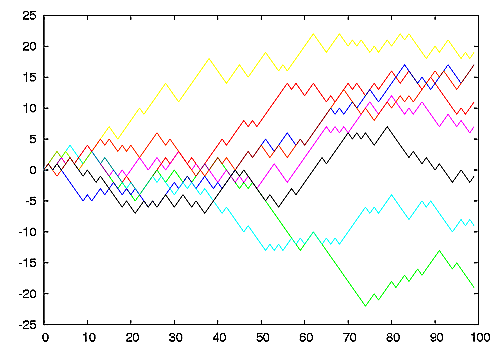
1차원에서 8개의 무작위 행보의 예.

### 기타

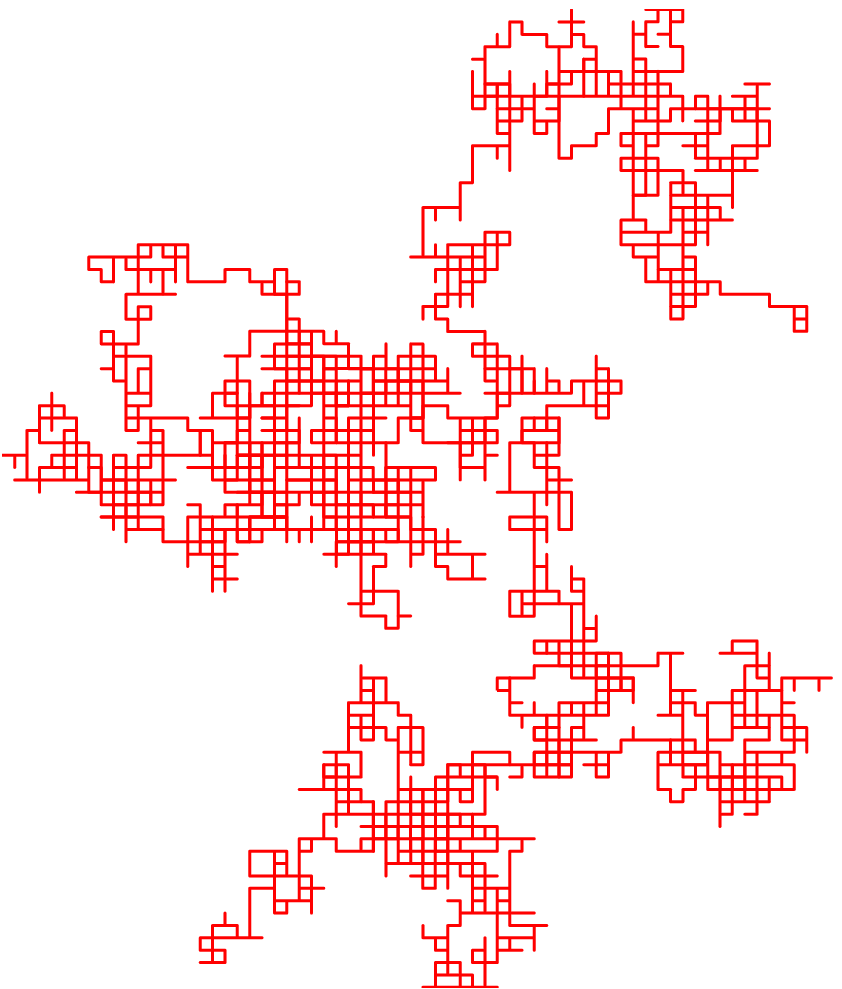
2차원에서의 무작위 행보의 예.

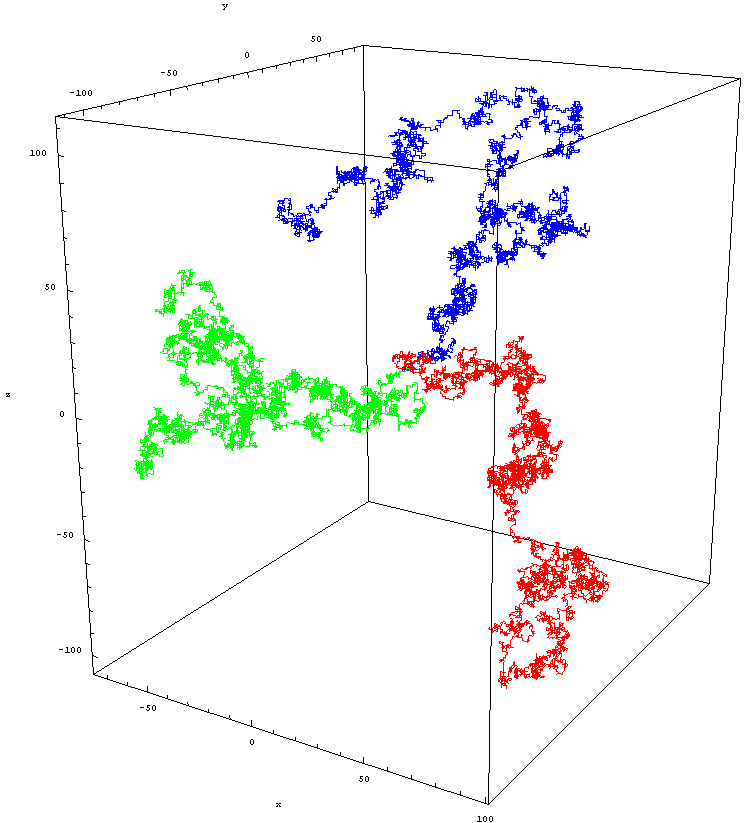
3차원에서의 무작위 행보의 예.

## 같이 보기
- 브라운 운동